# Karel Jonáš
Karel Jonáš (30. října 1840 Malešov – 15. ledna 1896 Krefeld; v USA známý jako Charles Jonas) byl česko-americký politik, novinář a lingvista.

## Život

### Mládí
Základní vzdělání získal v Malešově. Poté byl ve věku 10 let poslán na gymnázium v Kutné Hoře, odmaturoval však v Praze, kde také nastoupil na polytechnický institut a navštěvoval univerzitní přednášky. Roku 1859 však napsal kritickou stať na téma středoškolského vzdělání, čímž si proti sobě poštval rakouské úřady, které článek zadržely ještě před vydáním. Kvůli velkým omezením pak října roku 1860 opouští svoji domovinu a pracuje v Londýně jako novinový korespondent.
V roce 1863 odplul do Spojených států amerických, aby se věnoval prvnímu českojazyčnému časopisu v USA – Slavie, který vycházel od roku 1860. Bydlel ve městě Racine ve Wisconsinu. Roku 1864 si vzal Kristínu Kořízkovou, dceru zdejšího spolkového činitele a novináře Františka Kořízka, s níž měl dva syny, Charlese a George W., a dvě dcery, Carrie a Jennie. Po prusko-francouzské válce (1870–1871) navštívil opět svoji matku a svou vlast. Setrval také určitou dobu v Německu a poté se vrátil do USA. Sestavil první moderní česko-anglický a anglicko-český slovník, napsal i učebnici češtiny pro anglicky mluvící. V roce 1880 začal vydávat týdeník literárního charakteru Rodina.
Později se věnoval i politice, do roku 1872 byl členem Republikánské strany, pak se ale přiklonil spíše k liberálnímu hnutí, působil jako konzul v Praze (1886–1889). Byl uznávaným řečníkem a zastával postupně několik důležitých funkcí, nakonec se dostal i do parlamentu státu a stal se vice-guvernérem. Jako konzul se ještě vydal do Ruska a zemřel roku 1896, kdy působil jako konzul v německém Krefeldu. Jeho ostatky pak byly převezeny zpět do jeho vlasti, je pohřben na Olšanských hřbitovech v Praze.

## Dílo
- Slovník česko-anglický i anglicko český s doplňky všeobecnými i odbornými k dílu česko-anglickému, s úplnou výslovností a krátkou mluvnicí anglickou., nákladem Slavie, Racine, Wisconsin, 1876
- Bohemian Made Easy – učebnice češtiny

## Galerie

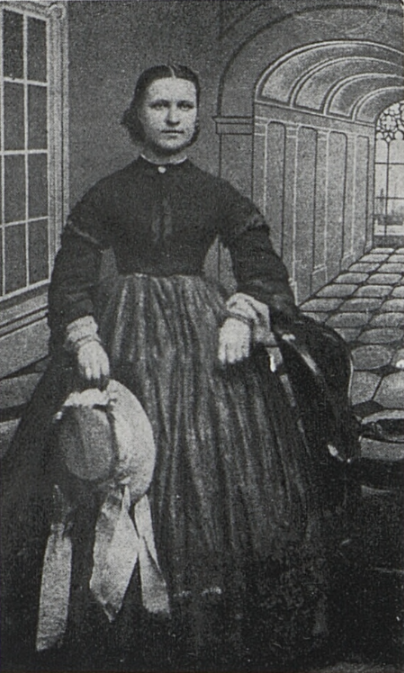
Kristina Kořízková, Jonášova manželka
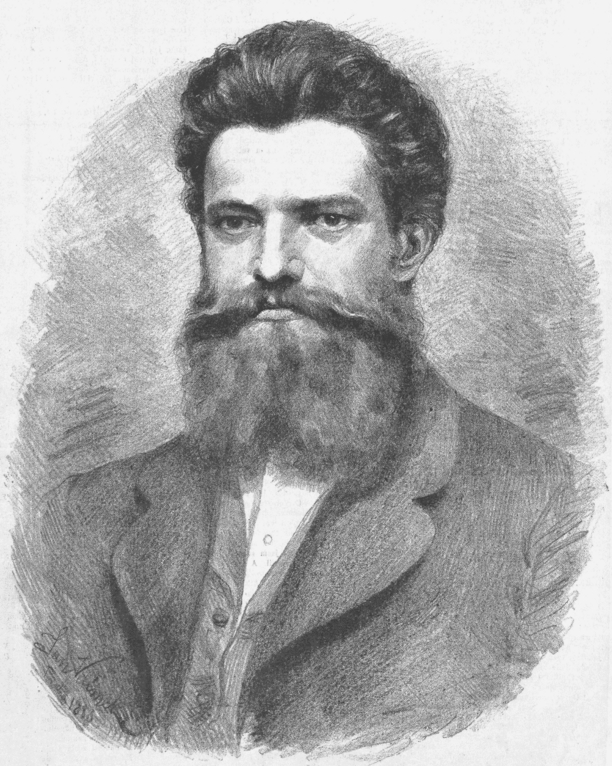
Portrét od J. Vilímka
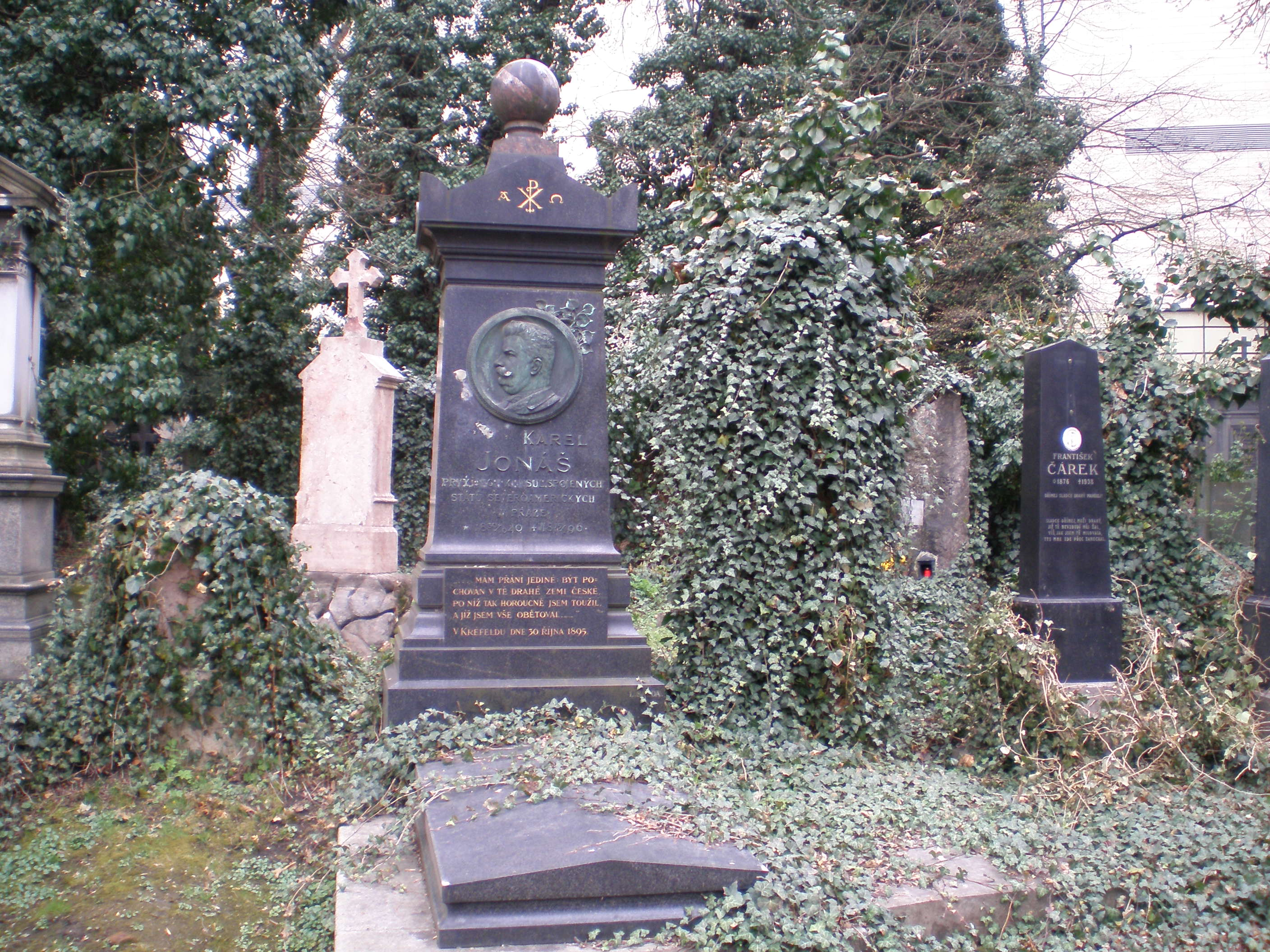
Hrob Karla Jonáše na Olšanských hřbitovech v Praze
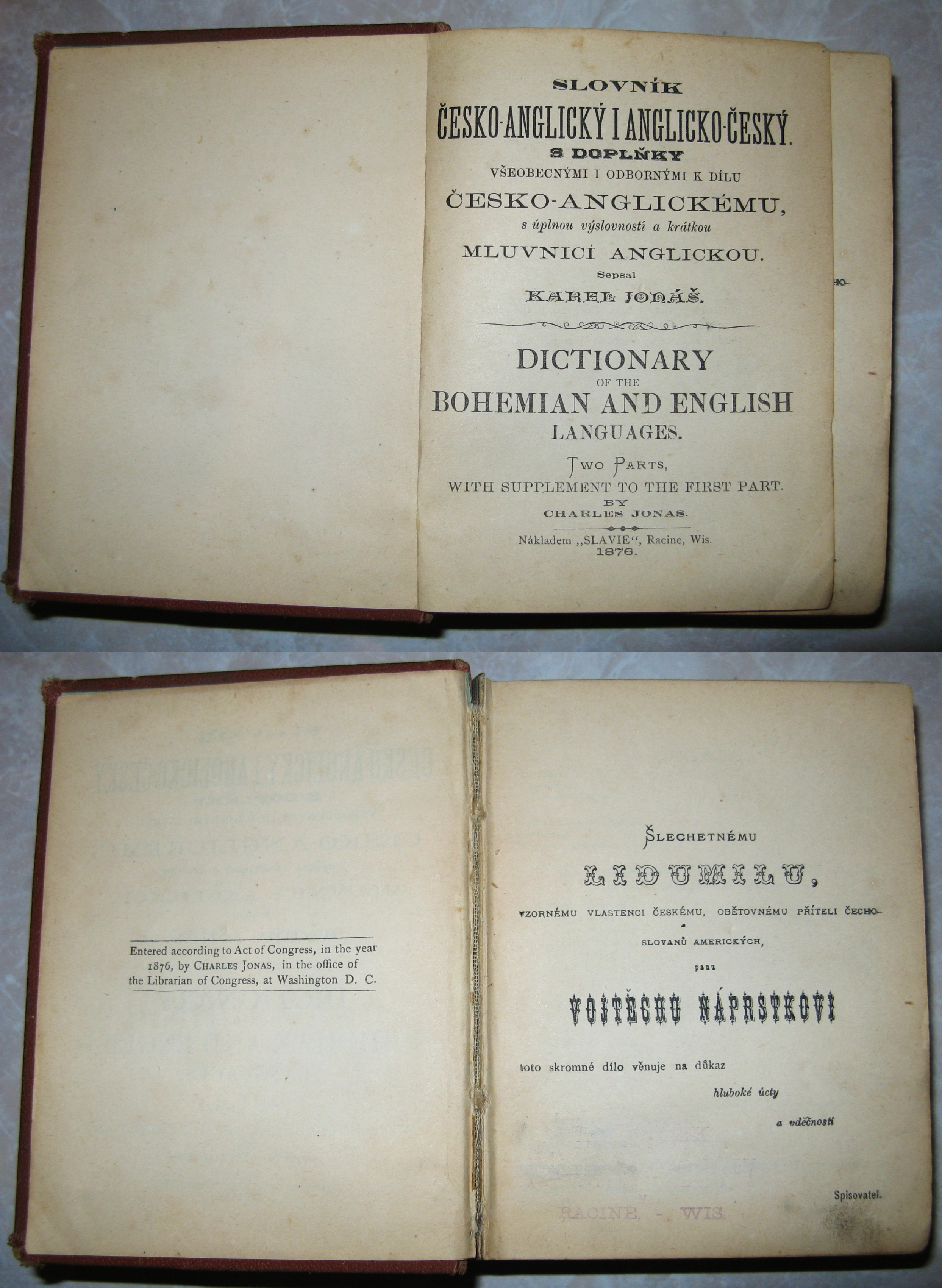
Slovník česko-anglický i anglicko-český s doplňky všeobecnými i odbornými k dílu česko-anglickému